# Ангел Каишев
Ангел Петков Каишев е български футболист продукт на Академия Литекс. Играе като дясно крило, силният му крак е десният.

## Кариера
Роден е на 24 април 1992 г. в Смолян, но детството му преминава във Видин където родителите му се местят да живеят когато той е едва на една година. Като малък Ангел участва в ученически първенства и турнири където хваща окото на ловешките скаути. През 2004 г. постъпва в Академия Литекс, а първите си стъпки прави при треньора Митко Маринов. Под негово ръководство през 2005 г. с юношите на Литекс род. 1992 печели международен турнир по футбол проведен в Ерфурт Германия. Преминава през всичките възрастови формации на ловчанлии, а треньори още са му били специалисти като Пламен Линков и Петко Петков. През 2009 г. с „оранжевите“ и старши треньор Евгени Колев достига до финал за Купата на БФС при юношите старша възраст, родени през 1991 г. В Правец Литекс губи драматично финала от Левски (София) със 7:8 след изпълнение на дузпи (1:1 в редовното време). На 28 юни 2009 и също в Правец с младшата възраст на Литекс родени 1992 г. на треньора Евгени Колев става Републикански шампион на България. На финала „оранжевите“ побеждават Левски (София) с 4:2. През сезон 2008/09 Ангел Каишев се състезава както за своята възрастова група в Академията, така и за дублиращия отбор на Литекс. За момента Ангел Каишев играе в „Бдин“ Видин.

## Успехи
- Шампион на България при юноши младша възраст родени 1992 г. – 2009